# Pallacanestro Milano 1958
L'Associazione Dilettantistica Pallacanestro Milano 1958 è una società di pallacanestro italiana con sede nella città di Milano.

## Storia

La Xerox Milano della stagione 1977-1978, la seconda e ultima in cui la Pallacanestro Milano superò i più blasonati concittadini dell'.

Nasce nel 1955 (anche se l'attività sportiva federale inizierà solo nel 1958) per volere dell'allora presidente Valentino Milanaccio, per dare al figlio e ai suoi amici dell'oratorio San Gioachimo di via General Fara la possibilità di giocare a pallacanestro. Dal 1955 al 1957 partecipa ai campionati C.S.I., vincendo il titolo nel 1956, e dalla stagione 1957-1958 inizia l'attività federale con l'iscrizione al campionato di Promozione (allora il 5° di 6 livelli). Nel giro di sei stagioni raggiunge i vertici del basket italiano.
Il suo nome è colloquialmente associato ancora oggi a quello del primo e più longevo sponsor, All'Onestà (1958-1971), negozi di maglieria, biancheria e confezioni, di proprietà di Milanaccio. In quegli anni la squadra, che militava in Serie A, diede filo da torcere alle più quotate squadre italiane del tempo, su tutte i più noti concittadini dell'Olimpia Milano oltreché la Pall. Cantù, la Virtus Bologna e Pall. Varese.
In questo periodo la Pallacanestro Milano divenne famosa per l'annoverare elementi quali Sandro Gamba, Guido Carlo Gatti, Aldo Ossola, Joe Isaac, Enrico Bovone, Tony Gennari, Marino Zanatta e Eligio De Rossi, con allenatori del calibro di Romano Forastieri, Enrico Garbosi, Vittorio Tracuzzi e Richard Percudani. La successiva sponsorizzazione Mobilquattro (1971-1976) vede la presenza di Dennis Grey e soprattutto di Chuck Jura, con un giovane Riccardo Sales in panchina seguito da Dido Guerrieri, con Dante Gurioli come vice e poi allenatore ufficiale. Nelle due succitate epoche, i colori di riferimento della squadra sono quelli giallorossi; la breve ma significativa sponsorizzazione Xerox (1976-1979) porta in dote le tinte biancoblù tuttora in uso.
La Pallacanestro Milano fa la sua prima comparsa nella massima divisione italiana nella stagione 1964-1965, militandovi ininterrottamente fino alla stagione 1979-1980. Nel corso di questo periodo il migliore risultato è il terzo posto assoluto raggiunto dall'Onestà per due volte, nei campionati del 1966-1967 e del 1969-1970. Inoltre per due stagioni, nel 1975-1976 come Mobilquattro, quando è l'unica squadra meneghina a qualificarsi per la poule scudetto, e nel 1977-1978 come Xerox, ottiene un piazzamento in campionato migliore dell'Olimpia, issandosi in questa fase storica a «prima squadra di Milano».
La retrocessione del 1980 chiude di fatto l'epoca d'oro della Pallacanestro Milano, scivolata in breve fino ai campionati regionali di Serie C e D in cui da allora è relegata pressoché stabilmente. Dal 1996 la proprietà del club è nelle mani del patron Daniele Cattaneo.

## Palmarès

### Competizioni giovanili
- Campionato italiano Allievi: 2

1970, 1984
- Campionato italiano Cadetti d'Eccellenza: 1

1971
- Campionato italiano Ragazzi: 1

1983